# 香港灣仔帝盛酒店

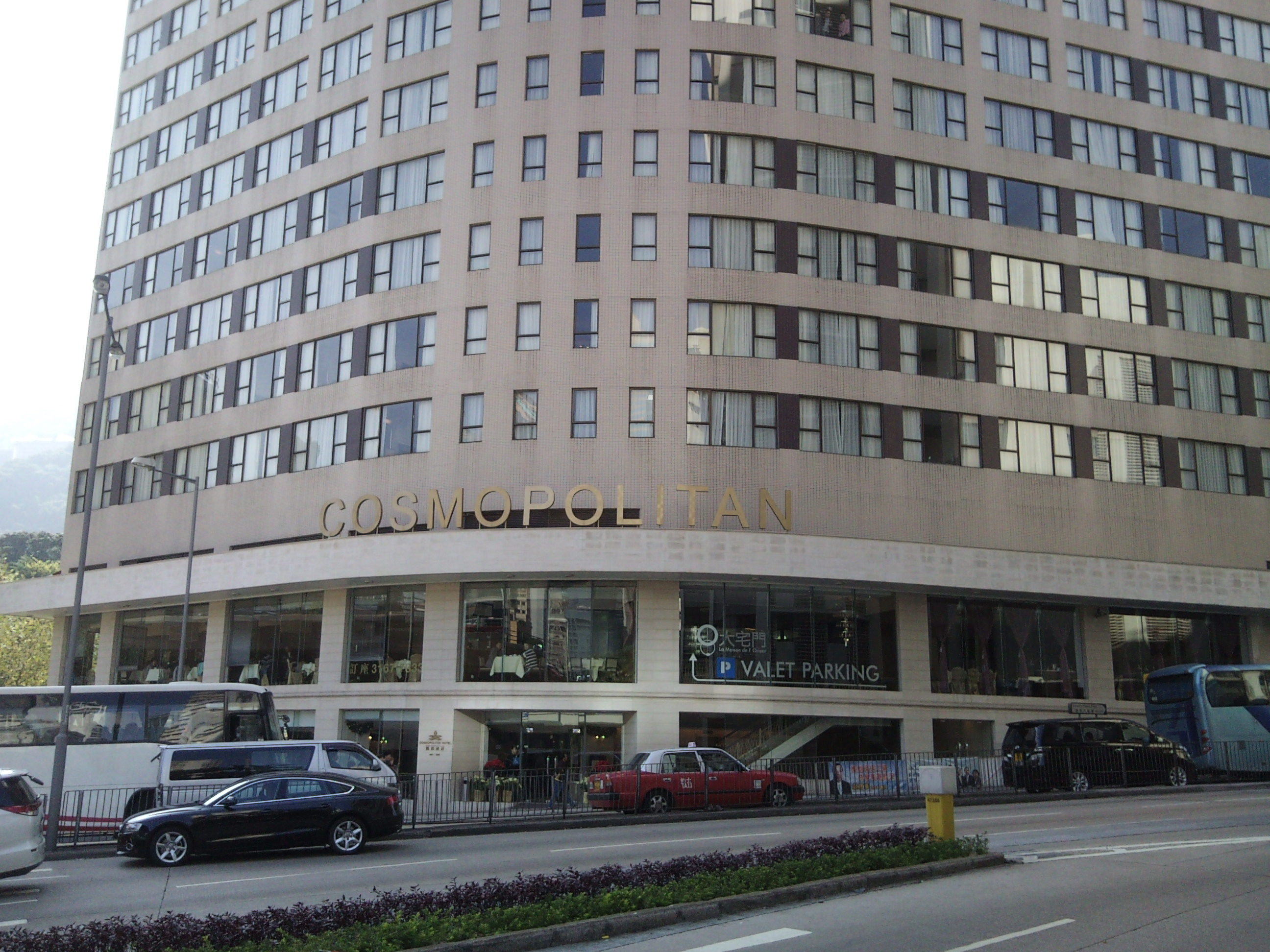
灣仔帝盛酒店入口

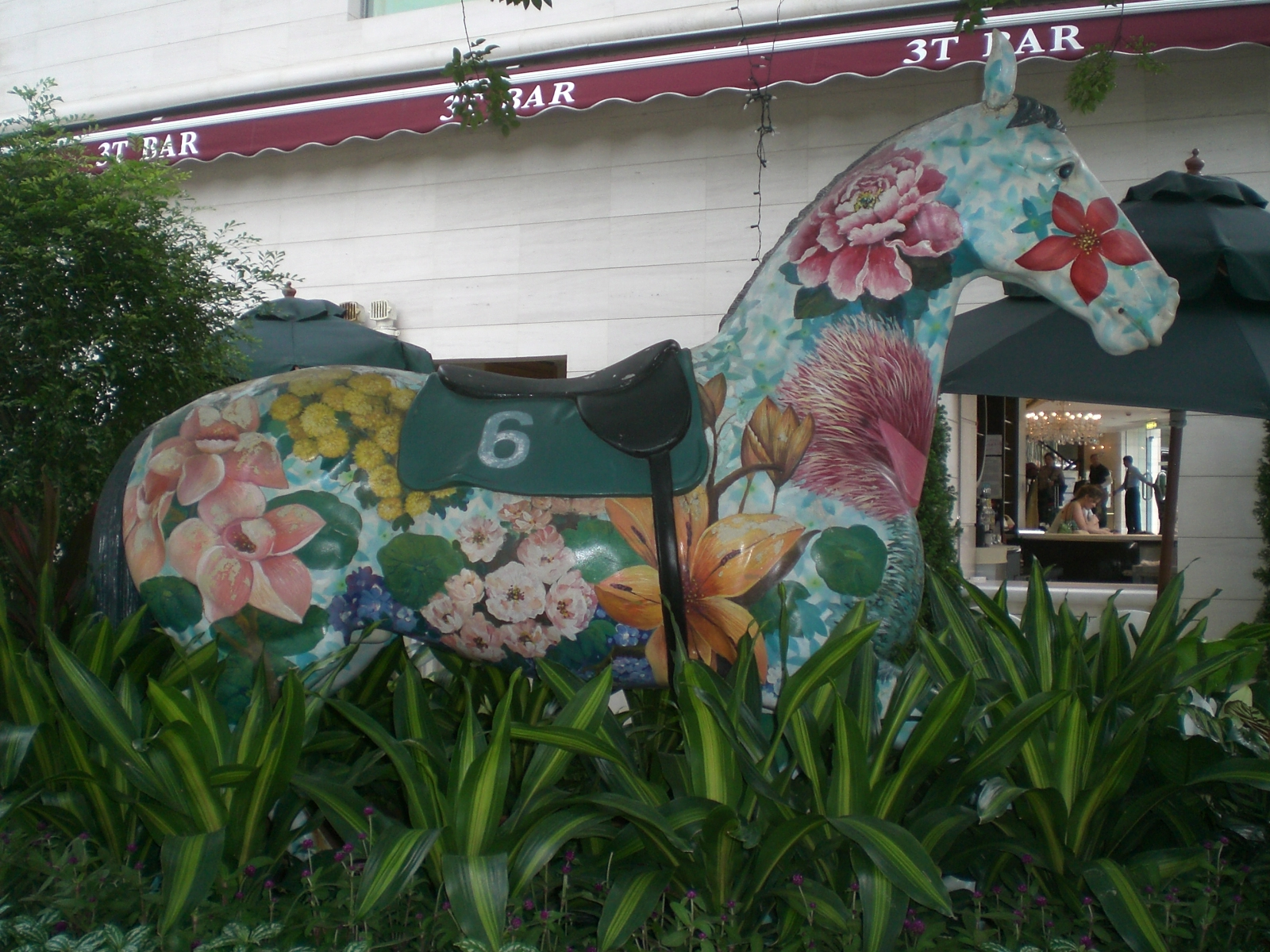
酒店的露天酒吧

香港灣仔帝盛酒店（英語：Dorsett Wanchai Hong Kong），前稱香港麗都酒店（英語：Cosmopolitan Hotel Hong Kong），為香港的四星級酒店，位於香港島灣仔皇后大道東387-397號，於2004年開幕。酒店共提供454間客房，當中包括19間豪華套房。大部份客房可俯瞰銅鑼灣市景或跑馬地馬場景色，而酒店的特色主題套房包括海洋公園套房、SONY 3D影音娛樂套房、玩具套房及OSIM套房。酒店由遠東發展其下帝盛酒店集團所管理。

## 歷史
酒店前身為新華社香港分社的所在地，該建築物本身是設計作酒店用途，新華社遷入後才被改建。新華社香港分社於2000年改名為中央人民政府駐香港特別行政區聯絡辦公室（中聯辦），2001年中聯辦搬至西營盤後，遠東發展便著手翻新為酒店。2016年10月29日，香港麗都酒店更名為香港灣仔帝盛酒店。

## 酒店設施
- 3T酒吧
- 6個會議廳
- 健身室
- 帝盛廚房
- 自助洗衣間
- 環保智能添水站
- 酒店免費穿梭巴士
- 客房送餐服務
- 酒店乾洗、洗衣和熨燙服務
- 本地及國際長途電話
- 電源轉換器及充電器
- 嬰兒床
- 嬰兒看護
- 吹風機
- 熨斗和熨衣板
- 保險箱
- 保險箱

## 餐廳
- 國福樓（米芝蓮高級粵菜）
- 3T酒吧

## 交通
酒店設穿梭巴士服務來往15個地點包括銅鑼灣、灣仔及中環。

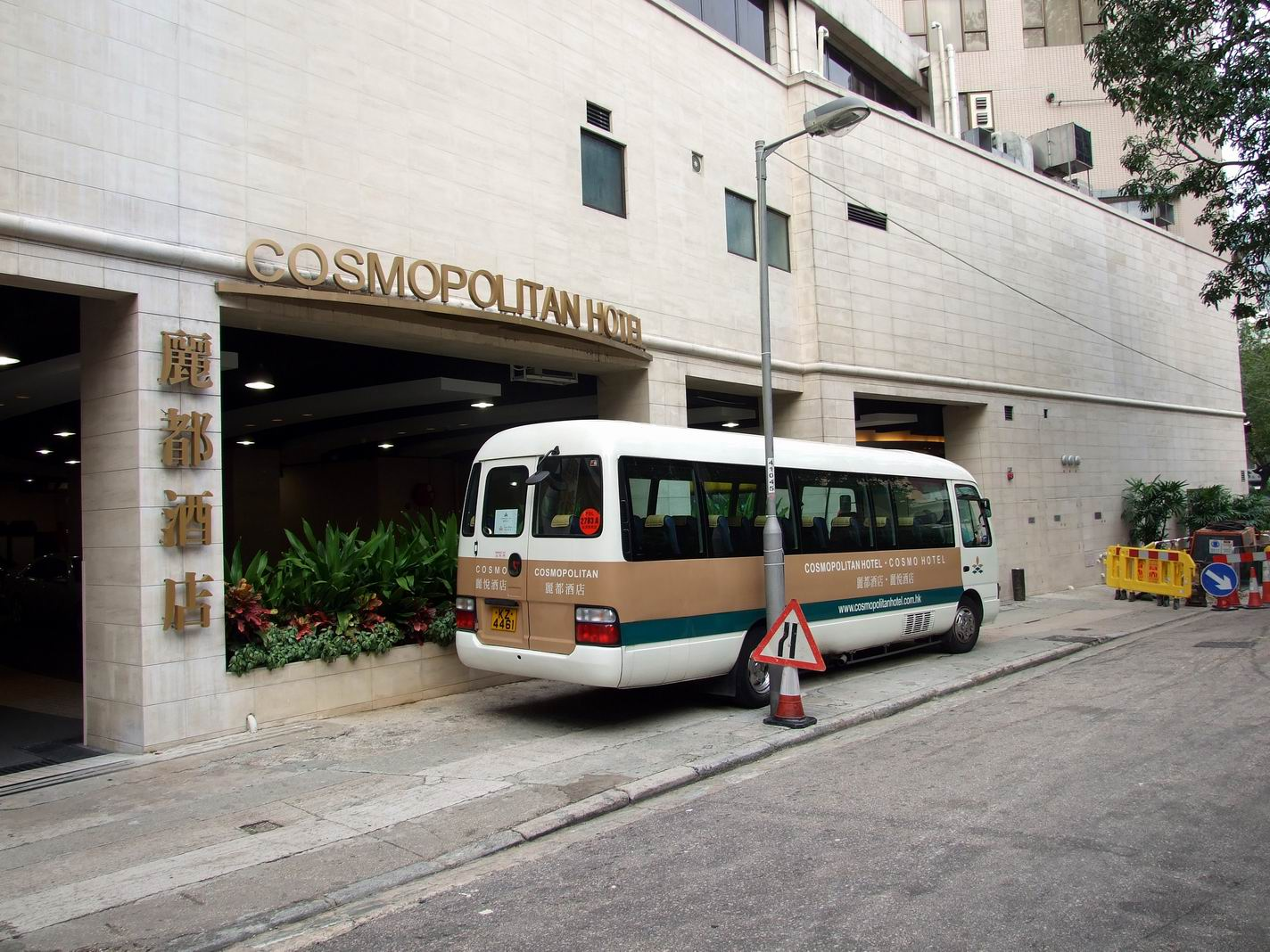
灣仔帝盛酒店的穿梭巴士

## 獎項
- Tripadvisor “卓越獎”
- 米芝蓮 “最舒適酒店”
- 著名旅遊網站 “Best of VIP Access Hotels”
- 中國酒店星光獎 “中國最佳主題酒店”

## 參看
- 香港酒店列表

## 外部連結
- 香港灣仔帝盛酒店官方網站 （页面存档备份，存于）